# Caxamarca sanchezii
Caxamarca es un género monotípico de plantas herbáceas perteneciente a la familia de las asteráceas. Su única especie: Caxamarca sanchezii, es originaria de Perú, donde se encuentra en Cajamarca, en los alrededores de San Benito, a una altitud de 1200 metros.

## Taxonomía
Caxamarca sanchezii fue descrita por M.O.Dillon & Sagást.  y publicado en Novon 9(2): 156–160, f. 1–2. 1999.